# Nemotice
Nemotice (deutsch Nemotitz) ist eine Gemeinde in Tschechien. Sie liegt vier Kilometer nordwestlich von Koryčany und gehört zum Okres Vyškov.

## Geographie

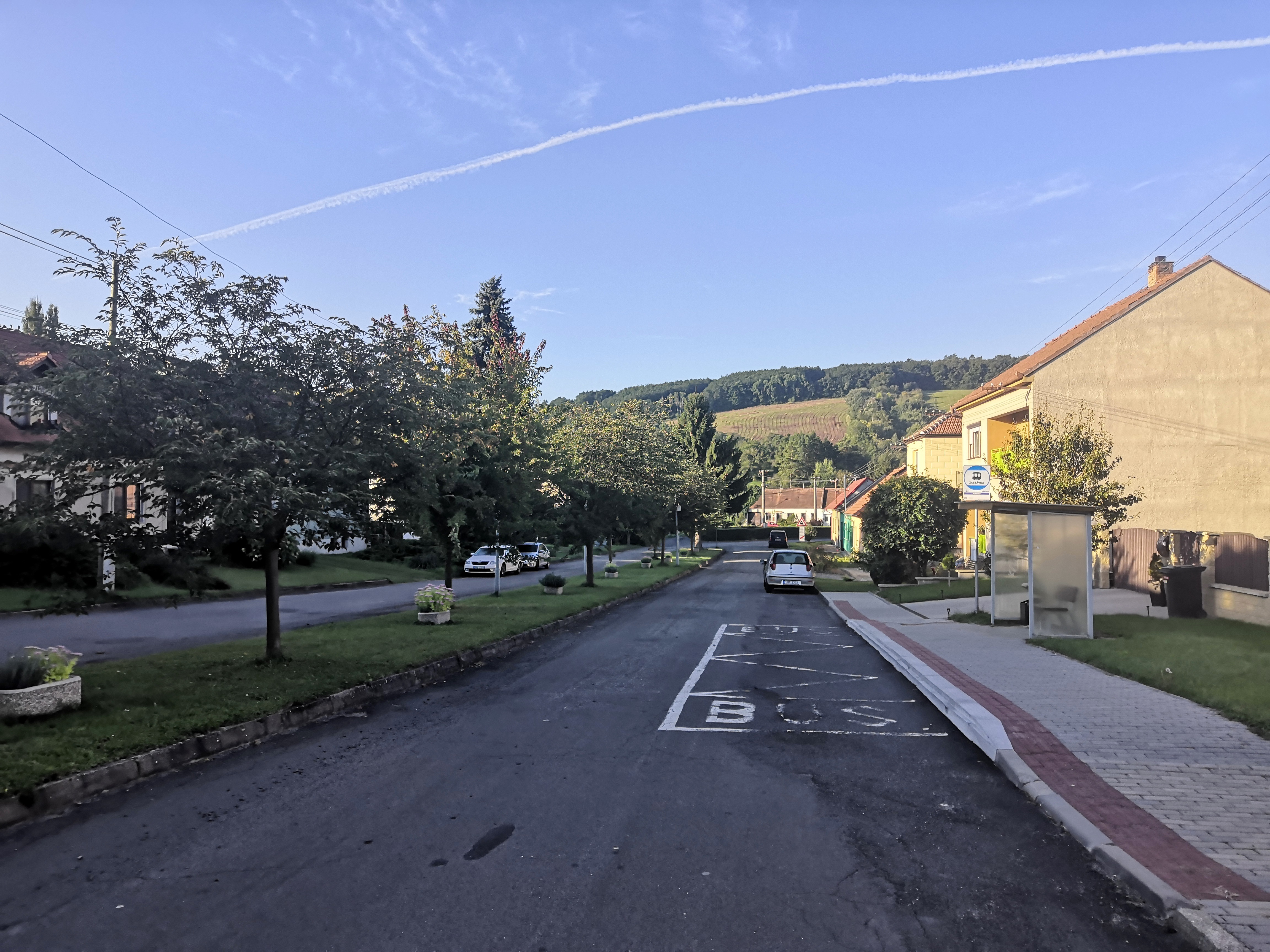
Dorfplatz von Nemotice

Nemotice befindet sich am nordöstlichen Fuße des Ždánický les (Steinitzer Wald) am Übergang zu den Litenčické vrchy und dem Marsgebirge. Das Dorf liegt am Rande des Naturparks Ždánický les und erstreckt sich rechtsseitig der Kyjovka bzw. Stupava bis zur Einmündung des Baches Nemotický potok.
Nördlich erhebt sich der Brankovický kopec (338 m), östlich die Padělky (332 m), im Südwesten der Nemotínek (360 m), westlich der Nebštich (377 m) und im Nordwesten die Vysoká (347 m). Im nördlichen Ortsrand verläuft die Bahnstrecke Brno–Veselí nad Moravou, die  Bahnstation Nemotice liegt am Ortsausgang bei Snovídky. Durch das Dorf führt eine Anschlussbahn nach Koryčany.
Nachbarorte sind Dobročkovice und Brankovice im Norden, Malínky und Kožušice im Nordosten, Střílky, Dvorek und Blišice im Osten, Koryčany im Südosten, Mouchnice und Jestřabice im Süden, Lovčice und Ždánice im Südwesten, Snovídky im Westen sowie Letošov, Nesovice und Nové Zámky im Nordwesten.

## Geschichte

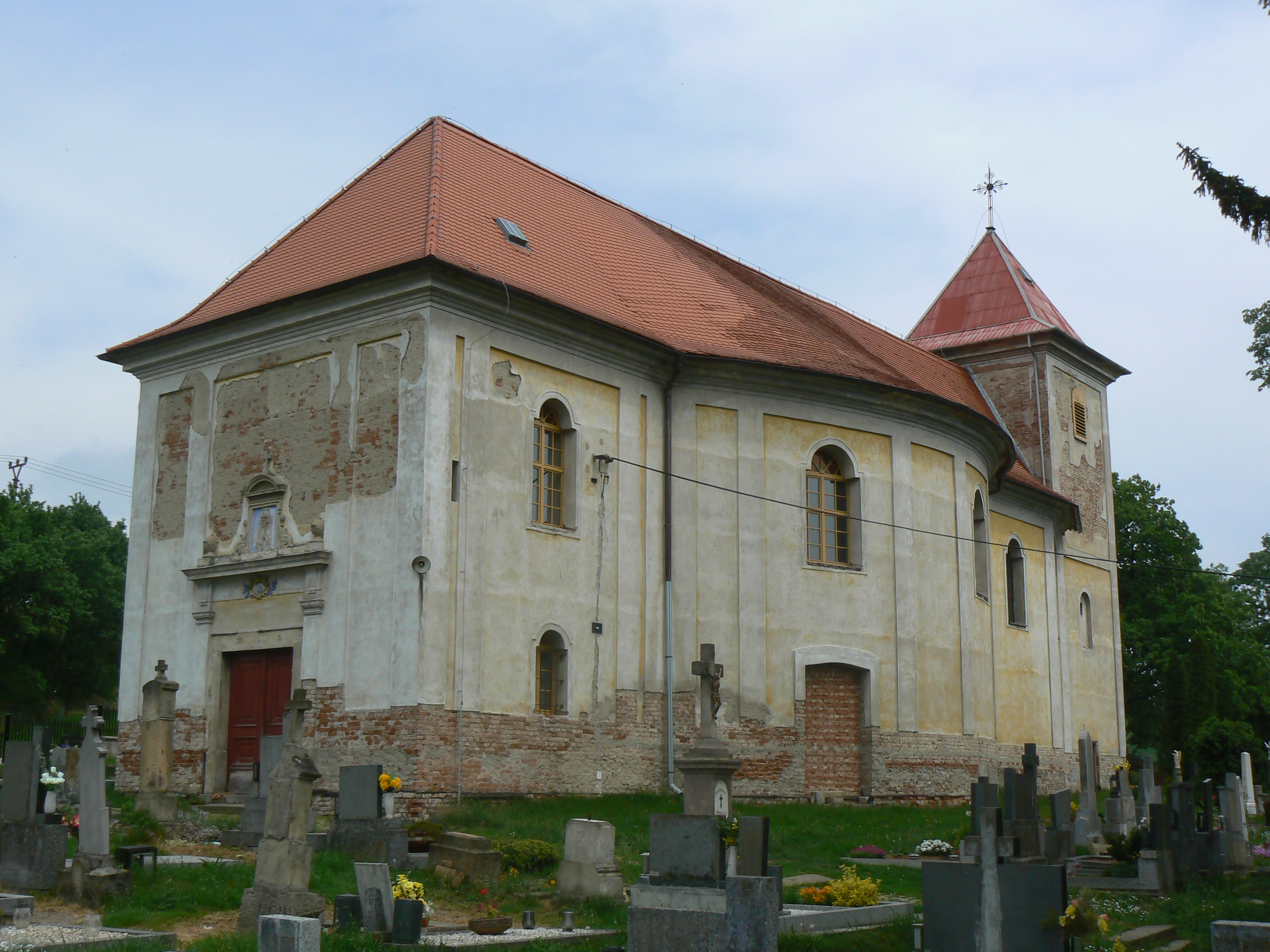
Kirche des hl. Wenzel

Die erste schriftliche Erwähnung von Němotice und seiner Kirche erfolgte im Jahre 1327 im Zusammenhang mit dem Pfarrer Petr. Das nach einem Němota benannte Dorf hat archäologischen Funden zufolge wahrscheinlich seinen Ursprung in der altslawischen Siedlung Nemotínek, die sich auf dem gleichnamigen Berg in der Flussschleife der Kyjovka gegenüber von Nemotice befand. Seit 1371 sind Mauchnitz und Snowidek als Pfarrorte genannt. Im Jahre 1372 erwarb Raclav von Měnín die Feste Nemotice einschließlich des Kirchpatronat von Beneš von Kanšperk. Vier Jahre später wurde Jenč von Srbec als Besitzer von Nemotice und Dřevnovice genannt. Ihm folgten Štěpán von Běhařovice, Ješek von Sušice und ab 1382 Jan Kobeček. Dieser überschrieb den Besitz zusammen mit Racek von Nemotice in der Landtafel an Vojtěch von Meilitz. Zwischen 1397 und 1405 ist Artleb von Hrádek als Herr auf Nemotice nachweisbar. Im Jahre 1437 erwarben die Brüder Smil Artleb und Jan von Zástřizl die Güter. Ab 1446 besaß Smil von Zástřizl  Nemotice. Sein Nachfolger wurde 1463 Jan von Zástřizl, danach ab 1480 Václav Škoda von Zástřizl sowie zwischen 1481 und 1496 Jan von Zástřizl. Sein Erbe Proček von Zástřizl verkaufte 1496 Tas von Oynitz die Feste Nemotice mit den zugehörigen Dörfern Nemotice und Snovídky sowie der Wüstung Nemotínek und dem ebenfalls wüsten Hof Zárušek. Unter Tas von Oynitz wurde Nemotice zu Beginn des 16. Jahrhunderts an die Herrschaft Bučovice angeschlossen. Ab 1531 gehörte der Besitz gemeinschaftlich Tas Tochter Markéta und deren Ehemann Bernhard d. J. von Zierotin. Zwei Jahre später übernahm ihre Schwester Anna zusammen mit ihrem Mann Wenzel von Boskowitz die Güter. 1560 folgte sein Sohn Jan Šembera Černohorský von Boskowitz als Besitzer. Unter Jan Šembera erhielt der Ort 1578 das Privileg zum Sammeln von Holz in den umliegenden herrschaftlichen Wäldern. im selben Jahre wurde auch erstmals ein Bad erwähnt. Mit Jan Šemberas Tode erlosch das Geschlecht der Boskowitzer 1597 im Mannesstamme. Das Erbe fiel an Jan Šemberas Töchter Anna und Katherina sowie deren Ehemänner, die Brüder Karl I. und Maximilian I. von Liechtenstein. Während des Dreißigjährigen Krieges suchten Ungarn, Kumanen und Schweden die Gegend heim. Die Pfarre erlosch in dieser Zeit. Grundbücher werden seit 1653 geführt. 1753 wurde in Nemotice eine Loklaie eingerichtet und 1758 später ein Kaplanat. 1793 wurde die neue Pfarrkirche errichtet. Im Jahre 1834 bestand Nemotice aus 59 Häusern und hatte 386 Einwohner. Im Dorf bestand zu dieser Zeit ein Meierhof, eine Schule, eine Mühle und eine Schenke.  Bei der Choleraepidemie von 1836 starben 70 Einwohner. Die Bewohner des Dorfes lebten von der Landwirtschaft.
Nach der Aufhebung der Patrimonialherrschaften bildete Nemotice ab 1850 eine Gemeinde in der Bezirkshauptmannschaft Wischau. 1855 wurde die Bezirksstraße von Bučovice über Koryčany nach Kyjov errichtet. Seit dieser Zeit verdienten sich die Einwohner zunehmend ihren Lebensunterhalt in den Fabriken von Koryčany. Im Jahre 1887 nahm die Böhmisch-Mährische Transversalbahn die Strecke von Brünn nach dem Wlarapass in Betrieb. Die am nordwestlich des Dorfes errichtete Bahnstation lag dicht an Snovídky, gehörte aber  bereits zum Kataster von Nemotice. Die Liechtensteiner vereinten 1890 die Herrschaften Steinitz und Butschowitz zum Gut Butschowitz-Steinitz. Der herrschaftliche Großgrundbesitz umfasste 105 ha. Im Jahre 1908 nahm die Lokalbahn Nemotitz–Koritschan den Verkehr auf. Nemotice hatte 1930 681 Einwohner, davon waren 674 Tschechen. 630 der Einwohner waren Katholiken und 36 gehörten der Tschechoslowakischen Kirche an. Zwischen 1949 und 1959 gehörte die Gemeinde zum Okres Bučovice und kam nach dessen Aufhebung 1960 zum Okres Vyškov zurück. Im Jahre 1960 lebten in dem Dorf 618 Personen. Auf der Bahnstrecke Nemotice–Koryčany wurde 1980 der Personentransport eingestellt. Zwischen 1976 und 1989 war Snovídky eingemeindet.

## Gemeindegliederung
Für die Gemeinde Nemotice sind keine Ortsteile ausgewiesen.

## Sehenswürdigkeiten

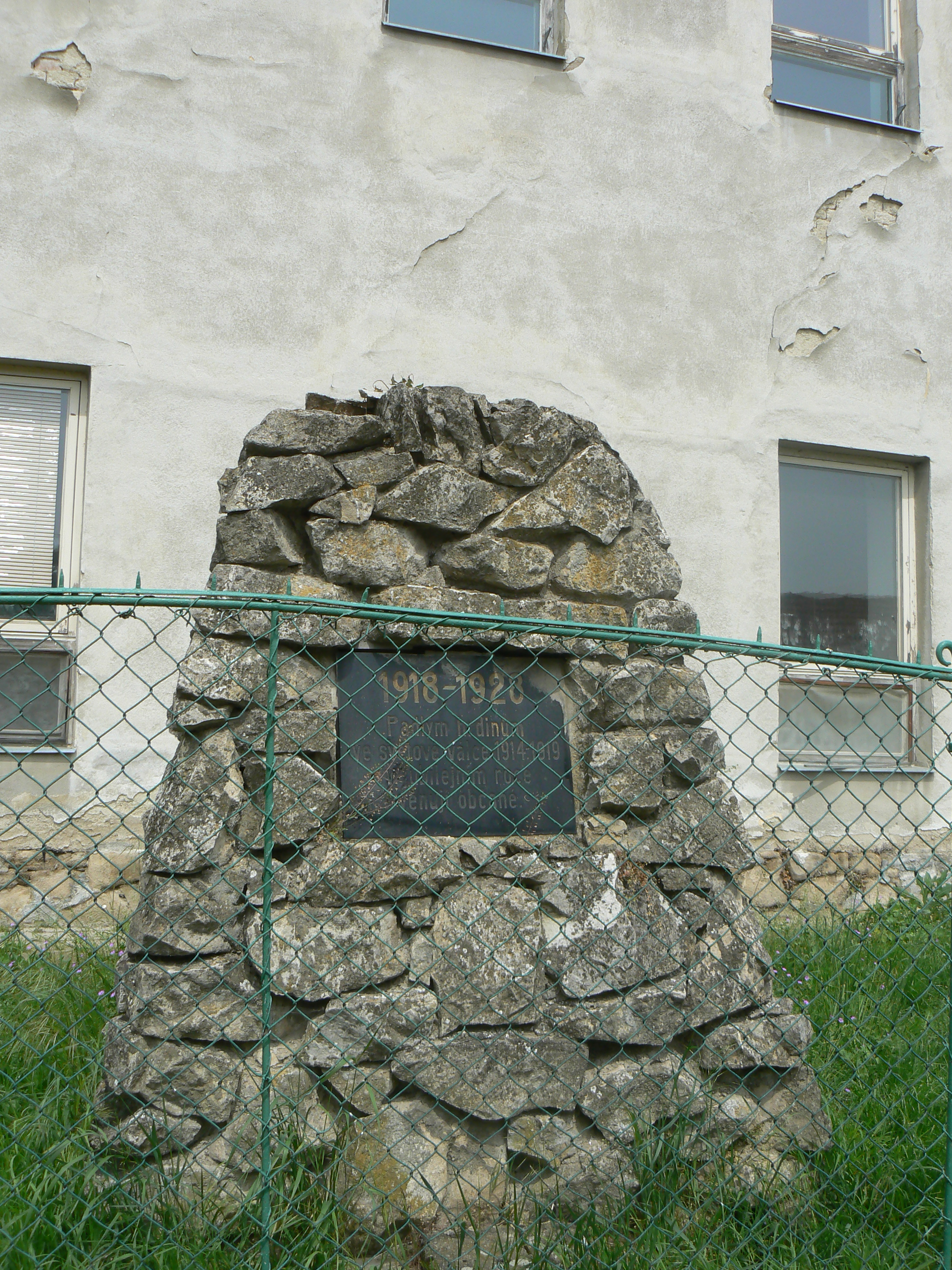
Gedenkstein für die Opfer des Ersten Weltkrieges

- Pfarrkirche des hl. Wenzel, erbaut 1793
- Gedenkstein für die Opfer des Ersten Weltkrieges, errichtet 1920

## Söhne und Töchter der Gemeinde
- Zdeněk Masařík (* 1928), Germanist
- Milan Chalabala (1928–2003), galenischer Pharmakologe